# Caroline Grahamová
Caroline Grahamová (* 17. července 1931 Nuneaton, Warwickshire) je anglická dramatička, scenáristka a spisovatelka.

## Raný život a vzdělání
Grahamová se narodila v Nuneatonu v hrabství Warwickshire v dělnické rodině a navštěvovala Dívčí střední školu v Nuneatonu, kde ji učitelka angličtiny vedla k psaní. Matka Grahamové zemřela, když jí bylo 6 let, a otec se znovu oženil, když jí bylo 13. Ve 14 letech odešla ze školy a začala pracovat v Courtaulds Mill jako tkalcovská dělnice.
V letech 1953–1955 sloužila v ženské královské námořní službě, ale nakonec z ní utekla, protože ji nenáviděla. Seznámila se se svým kamarádem z letectva Grahamem Cameronem, za kterého se později provdala. Manželé se přestěhovali do Francie, kde žili v domku ve Versailles, kam byl Cameron umístěn v rámci své práce pro vrchní velitelství spojeneckých sil v Evropě. Během jejich pobytu ve Francii navštěvovala tři roky baletní školu, po nějaké době se přestěhovali do Lincolnu v Anglii, kde Graham trávil tři dny v týdnu v Londýně na divadelní škole. Když se později rozešli a Graham se přestěhoval do Londýna, potkala nového partnera a narodil se jí syn David.
Studovala na Open University a v roce 1991 v 60 letech získala magisterský titul v oboru divadelních studií na Birminghamské univerzitě.

## Kariéra
Její první publikovanou knihou byl román Fire Dance (1982). Nejvíce se proslavila jako autorka série o šéfinspektorovi Barnabym, zdramatizovaného pro televizi jako Vraždy v Midsomeru. První román o inspektoru Barnabym, Mrtví v Badger’s Drift, vyšel v roce 1987. Román byl v detektivkářské obci velmi dobře přijat a Asociace autorů detektivek jej zařadila mezi 100 nejlepších kriminálních románů všech dob. Román také získal v roce 1989 cenu Macavity Award za nejlepší prvotinu a byl nominován na stejné ocenění v rámci cen Anthony Awards 1989 a Agatha Awards 1988.
Od románu The Killings at Badger's Drift napsala Grahamová dalších šest románů o inspektoru Barnabym; poslední, Duch ve stroji, vyšel v roce 2004. Prvních pět románů o inspektoru Barnabym se stalo základem prvních pěti dílů seriálu Vraždy v Midsomeru. Psala také scénáře pro britský seriál Crossroads. Účinkovala v seriálu o spisovatelích detektivek s názvem Super Sleuths (2006), objevila se v jedné epizodě seriálu The People's Detective (2010) a také se objevila ve 3. epizodě seriálu Vraždy v Midsomeru. Od roku 2011 psala román odehrávající se v 90. letech 19. století.

## Vybraná díla

### Série o inspektorovi Barnabym
- Mrtví v Badger’s Drift (1987)
- Smrt darebáka (1989)
- Smrt v převleku (1992)
- Psáno krví (1994)
- Věrnost až za hrob (1996)
- Bezpečné místo (1999)
- Duch ve stroji (2004)

### Další díla
- Fire Dance (1982)
- The Envy of the Stranger (1984)
- Murder at Madingley Grange (1990)